# Julien Alfredová
Julien Alfredová (* 10. června 2001 Ciceron, Castries), přezdívaná Juju, je svatolucijská atletka, olympijská vítězka v běhu na 100 metrů a strříbrná medailistka v běhu na 200 metrů z Letních olympijských her 2024. Ve finále soutěže na 100 metrů s časem 10,72 s překonala národní rekord a získala vůbec první olympijskou medaili pro svou zemi. V roce 2024 získala i zlatou medaili v běhu na 60 metrů na halovém mistrovství světa v atletice.

## Reprezentační výsledky
| Rok  | Soutěž                                              | Dějiště                 | Umístění       | Závod | Výsledek [s] |
| ---- | --------------------------------------------------- | ----------------------- | -------------- | ----- | ------------ |
| 2016 | CARIFTA Games 2016                                  | Saint George's, Grenada | 5.             | 100 m | 11,90        |
| 2016 | CARIFTA Games 2016                                  | Saint George's, Grenada | 5. (rozběh 3)  | 200 m | 25,34        |
| 2017 | Hry Commonwealthu                                   | Nassau, Bahamy          | 1.             | 100 m | 11,56        |
| 2018 | CARIFTA Games 2018                                  | Nassau, Bahamy          | 5.             | 100 m | 11,68        |
| 2018 | Atletika na Letních olympijských hrách mládeže 2018 | Buenos Aires, Argentina | 2.             | 100 m | 23,22        |
| 2022 | Karibské hry                                        | Basse-Terre, Francie    | 1.             | 100 m | 11,07        |
| 2022 | Mistrovství světa 2022                              | Eugene, USA             | – (semifinále) | 100 m | FQ           |
| 2022 | Hry Commonwealthu 2022                              | Birmingham, Anglie      | 2.             | 100 m | 11,01        |
| 2022 | Hry Commonwealthu 2022                              | Birmingham, Anglie      | –              | 200 m | DNS          |
| 2023 | Středoamerické a Karibské hry 2023                  | San Salvador, Salvador  | 1.             | 100 m | 11,14        |
| 2023 | Mistrovství světa 2023                              | Budapešť, Maďarsko      | 5.             | 100 m | 10,93        |
| 2023 | Mistrovství světa 2023                              | Budapešť, Maďarsko      | 4.             | 200 m | 22,05        |
| 2024 | Halové mistrovství světa 2024                       | Glasgow, Skotsko        | 1.             | 60 m  | 6,98         |
| 2024 | Letní olympijské hry 2024                           | Paříž, Francie          | 1.             | 100 m | 10,72 NR     |
| 2024 | Letní olympijské hry 2024                           | Paříž, Francie          | 2.             | 200 m | 22,08        |